# Bill Justice
William Justice, conhecido como Bill Justice (9 de fevereiro de 1914 - 10 de fevereiro de 2011), foi um desenhista norte-americano, que trabalhou na Walt Disney Company.